# Marija Swetowna Tichwinskaja
Marija Swetowna Tichwinskaja (russisch Мария Световна Тихвинская, wiss. Transliteration Marija Svetovna Tichvinskaja; * 24. Februar 1970 in Sankt Petersburg) ist eine ehemalige russische Snowboarderin.

## Werdegang
Tichwinskaja fuhr zu Beginn der Saison 1996/97 in Zell am See erstmals im Snowboard-Weltcup der FIS und errang dabei den 18. Platz im Snowboardcross. Bei den Snowboard-Weltmeisterschaften 1997 in Innichen belegte sie den 40. Platz im Riesenslalom, den 27. Rang im Parallelslalom und den 16. Platz im Slalom. In der Saison 1997/98 errang sie den 15. Platz im Gesamtweltcup und den dritten Platz im Snowboardcross-Weltcup. Dabei erreichte sie mit Platz zwei im Snowboardcross in Sestriere ihre erste Podestplatzierung im Weltcup. Bei den Snowboard-Weltmeisterschaften 1999 in Berchtesgaden startete sie bei vier Rennen. Dabei holte sie im Snowboardcross die Silbermedaille. In der Saison 1999/2000 kam sie mit sechs Top-Zehn-Platzierungen auf den 12. Platz im Snowboardcross-Weltcup und in der Saison 2000/01 mit vier Top-Zehn-Platzierungen, darunter Platz drei im Snowboardcross in Morzine auf den neunten Rang im Snowboardcross-Weltcup. Bei den Snowboard-Weltmeisterschaften 2001 in Madonna di Campiglio nahm sie an vier Wettbewerben teil. Ihr bestes Ergebnis dort war der fünfte Platz im Snowboardcross. Nach Platz zwei im Snowboardcross in Valle Nevado zu Beginn der Saison 2001/02, errang sie in Bardonecchia ebenfalls den zweiten Platz im Snowboardcross und zum Saisonende den achten Platz im Gesamtweltcup sowie den sechsten Platz im Snowboardcross-Weltcup. Bei ihrer einzigen Olympiateilnahme im Februar 2002 in Salt Lake City kam sie auf den 15. Platz im Parallel-Riesenslalom. Im folgenden Jahr belegte sie bei den Snowboard-Weltmeisterschaften am Kreischberg den 34. Platz im Parallel-Riesenslalom, den 26. Rang im Parallelslalom und den 12. Platz im Snowboardcross. Ihren letzten Weltcup absolvierte sie im September 2003 in Valle Nevado, welchen sie auf dem 25. Platz im Parallel-Riesenslalom beendete.

## Teilnahmen an Weltmeisterschaften und Olympischen Winterspielen

### Olympische Winterspiele
- 2002 Salt Lake City: 15. Platz Parallel-Riesenslalom

### Snowboard-Weltmeisterschaften
- 1997 Innichen: 16. Platz Slalom, 27. Platz Parallelslalom, 40. Platz Riesenslalom
- 1999 Berchtesgaden: 2. Platz Snowboardcross, 22. Platz Parallel-Riesenslalom, 32. Platz Riesenslalom, 49. Platz Parallelslalom
- 2001 Madonna di Campiglio: 5. Platz Snowboardcross, 14. Platz Parallelslalom, 19. Platz Riesenslalom, 29. Platz Parallel-Riesenslalom
- 2003 Kreischberg: 12. Platz Snowboardcross, 26. Platz Parallelslalom, 34. Platz Parallel-Riesenslalom

## Weltcup-Gesamtplatzierungen
| Saison    | Gesamt | Gesamt | Snowboardcross | Snowboardcross | Parallel | Parallel | Parallel-Riesenslalom | Parallel-Riesenslalom | Parallelslalom | Parallelslalom |
| Saison    | Punkte | Platz  | Punkte         | Platz          | Punkte   | Platz    | Punkte                | Platz                 | Punkte         | Platz          |
| --------- | ------ | ------ | -------------- | -------------- | -------- | -------- | --------------------- | --------------------- | -------------- | -------------- |
| 1996/97   | 86     | 85.    | 370            | 23.            | -        | -        | -                     | -                     | -              | -              |
| 1997/98   | 564    | 15.    | 1300           | 3.             | -        | -        | -                     | -                     | -              | -              |
| 1998/99   | 259    | 38.    | 600            | 16.            | -        | -        | -                     | -                     | -              | -              |
| 1999/2000 | 270    | 36.    | 2210           | 12.            | 245      | 39.      | 245                   | 39.                   | -              | -              |
| 2000/01   | 398    | 24.    | 2280           | 9.             | -        | -        | -                     | -                     | 1469           | 27.            |
| 2001/02   | 429    | 8.     | 2820           | 6.             | 244      | 33.      | 185                   | 51.                   | 536            | 31.            |
| 2002/03   | 151    | 15.    | 780            | 23.            | 632      | 35.      | -                     | -                     | -              | -              |
| 2003/04   | -      | -      | -              | -              | 60       | 65.      | -                     | -                     | -              | -              |